# Paradoxe de Lucas
Pour les articles homonymes, voir Lucas.
Le paradoxe de Lucas est un paradoxe économique selon lequel le capital ne transite pas des pays développés aux pays en développement malgré le fait que les pays en voie développement ont des niveaux de capital par travailleur plus faibles.

## Concept
En 1990, Robert Lucas met en évidence le paradoxe qui porte son nom. Alors que les facteurs de production doivent transiter des pays riches vers les pays pauvres selon la théorie néoclassique, on observe l'inverse,. Ce phénomène continue dans les années 2000. Il est amplifié par les flux de capitaux de la Chine vers les États-Unis.
La théorie néoclassique estime en effet que le capital se déplace vers les pays où la productivité marginale du capital est la plus élevée. Le fait que les pays riches en capital aient une forte dotation en capitaux devrait conduire à des taux de profit faibles par rapport aux salaires, et l'inverse dans les pays pauvres, qui ont plus de facteur travail que de facteur capital. Si le capital est abondant dans les pays riches, alors sa valeur baisse et avec sa rémunération ; il aurait alors tout intérêt à aller dans les pays du Sud où, plus rare, il gagne en valeur.

## Explications
Plusieurs explications peuvent être apportées au paradoxe de Lucas. Les explications généralement retenues sont l'asymétrie d'information ou encore la fragilité des institutions dans les pays pauvres qui désincitent les investissements. Une étude de 2008 pointe notamment du doigt la corruption, l'insécurité et le manque d'infrastructures dans les pays en développement, qui réduisent la rentabilité anticipée des capitaux investis.

## Postérité
L'article de Lucas serait à l'origine de plus de 2 000 articles de recherche en économie.